# 布賴頓 (紐約州門羅縣)
布賴頓（英語：Brighton）是一個位於美國紐約州門羅縣的鎮。

## 人口
根據2020年美國人口普查的數據，布賴頓的面積為40.40平方千米，當中陸地面積為39.90平方千米，而水域面積為0.50平方千米。當地共有人口37137人，而人口密度為每平方千米919人。